# Андрій Лагодовський
Андрій Лагодовський (пом. 1654) — руський (український) шляхтич гербу Корчак, урядник Республіки Обох Націй (Речі Посполитої). Представник роду Лагодовських гербу Корчак.

## Життєпис
Батько — Іван Лагодовський, волинський каштелян. Мати — дружина батька княжна Ізабелла Олександра Вишневецька, донька волинського воєводи та каштеляна Андрія Вишневецького, перша дружина луцького старости князя Юрія Чорторийського, з яким розлучилася.
Свою молодість провів у воєнних походах. Служив в іспанській армії короля Філіппа II, брав участь у битвах Тридцятирічної війни — воював у Швейцарських Альпах (Валентелині) та Іспанських Нідерландах. Там у м. Лувен написав латинською мовою гучний панегірик (похвальну промову) на честь Сигізмунда III Вази, надрукувавши його у 1620 року. 
По поверненні до Речі Посполитої обіймав посади: дерптський підкоморій, бібрецький староста. Дідич, зокрема, Затурців (їх у 1642 році продав). У 1631 році продав Винники, Підберізці, Млинівці, Завадів, Бартошівку Вацлаву Янові Замойському. Сам він купує село Краківець і там також бешкетує. Князь Пронський звинувачує його за гроші (5 000 злотих), що Андрій узяв на вербування війська проти шведів і не повернув. А Куропатинський подає на нього до суду за викрадення грошового зобов'язання на 3 000  злотих. У 1647 році від Остроругів разом з дружиною придбав Княже, яке з дозволу короля у 1649 році продав Чермінським.
У 1650-х роках володів «Бібрською державою» (Бібрка із селами Лани, Ланки, П'ятничани і Серники). За відомостями Владислава Лозінського, Андрій Лагодовський заволодів селом Порудне. Однак у 1650 році яворівський староста, майбутній король Ян III Собеський вислав сюди відділ своїх гайдуків та шляхти, які, маючи з собою кілька гармат, змусили А. Лагодовського до втечі. Антоній Прохаска стверджував, що маєтністю А. Лагодовського був Краковець, знищений під час війни. На знак помсти дідич наказав покарати місцевого православного священника, якого вважали проводирем «бунту» (а саме вистріляти очі, відрізати голову), також відрубати голови частині міщан, а частину повісити; церкву — спустошити, у тлму числі позбавити оздоб.
Дружина — Анна Даровська. Діти (правдоподібно, за даними А. Бонецького, останні Лагодовські, про яких були згадки в актах):
- Казимир, дідич Порудна і Поруденка (Перемиський повіт, тепер Яворівський район)
- Тереза, її чоловік — таборівський староста Пйотр Яніцький
- Іванна, дружина Пйотра Снопковського, заставна посесорка Кривого (Сяніцький повіт)